# Kebolampang
Kebolampang is een bestuurslaag in het regentschap Pati van de provincie Midden-Java, Indonesië. Kebolampang telt 1441 inwoners (volkstelling 2010).